# David Lloyd Jones
David Lloyd Jones (Victoria (Australië), 1944) is een Australisch botanicus en orchideeënspecialist.

## Levensloop
Jones behaalde zijn bachelordiploma in de landbouwwetenschappen aan de Universiteit van Melbourne en werkte daarna veertien jaar bij het Knoxfield Horticultural Research Institute, waar hij zich vooral bezighield met de studie van Australische planten.
In 1968 werd hij gevraagd om mee te werken aan Orchids of Australia samen met Bruce Muir. Rond die tijd richtte zijn onderzoek zich steeds meer op inheemse orchideeën, en dan vooral op de bestuiving ervan. In 1973 beschreef hij zijn eerste orchideeënsoort, Corybas hispidus.
In 1978 verhuisde Jones naar Queensland, waar hij een plantenkwekerij begon en zich verder in de plaatselijke orchideeën verdiepte. Daaruit ontstond in 1988 het standaardwerk Native Orchids of Australia, waarin alle tot dan bekende Australische soorten waren opgenomen.
Vanaf 1987 werkte hij in Canberra bij de Australian National Botanic Gardens, waar hij een onderzoek startte naar de taxonomie van verschillende Australische plantengroepen, waaronder orchideeën. Door eigen veldwerk, maar ook via een netwerk van professionele- en amateurbotanici, verzamelde Jones nieuw plantmateriaal voor het nationaal herbarium en introduceerde hij nieuwe onderzoekstechnieken voor deze plantensoorten, ten voordele van de kennis van de biodiversiteit van de Australische flora. Hij beschreef nog verscheidene nieuwe soorten en maakte daar zelf de botanische tekeningen bij.
Sinds 1994 werkt Jones als wetenschapper aan het Centre for Plant Biodiversity Research in Canberra. In deze functie heeft hij talrijke verzameltochten gemaakt over heel Australië, maar ook naar Tasmanië, Nieuw-Zeeland, Nieuw-Caledonië en Nieuw-Guinea.
In 2002 legde hij samen met Clements de basis voor een groot aantal herbenoemingen en herclassificaties van orchideeënsoorten uit de tribus Dendrobieae.
In zijn loopbaan heeft Jones sinds 1986 meer dan 300 soorten orchideeën beschreven, be- of hernoemd en geïllustreerd, en bijgedragen aan de erkenning van meer dan 1300 soorten, een verdubbeling van het aantal toen bekende soorten.
Jones is gehuwd met Barbara Jones, die eveneens een plantkundige opleiding genoot en mede-auteur is van enkele van zijn werken.

## Eponiemen
Clements noemde het van Dendrobium afgescheiden geslacht Davejonesia M.A.Clem (2002) naar hem.